# 이모류
이모류(異毛類, heterotrichs)는 이모강(Heterotrichea)과 이모목(Heterotrichida)에 속하는 섬모충류의 총칭이다. 특히 입가의 입섬모열(Adoral zone of membranelle, AZM)은 몸의 나머지 부분의 섬모보다 유난히 크며, 이를 통해 이동하거나 먹이를 먹는다. 나팔벌레 등을 포함하고 있다.

## 하위 분류
- 눈썹섬모충과 (Blepharismidae)
- 사구모충과 (Climacostomidae) - 완두모충속 (Fabrea)
- 터진입섬모충과 (Condylostomatidae)
- Folliculinidae
- Maristentoridae
- Peritromidae
- 나선입섬모충과 (Spirostomidae)
- 나팔벌레과 (Stentoridae)